# Dissotidendron
Dissotidendron é um género de plantas com flores pertencentes à família Melastomataceae.
A sua distribuição nativa é dos Camarões à Tanzânia e ao sul da África Tropical.
Espécies:
- Dissotidendron apricum (Gilg ex Engl.) Ver.-Lib. & G.Kadereit
- Dissotidendron arborescens (A.Fern. & R.Fern.) Ver.-Lib. & G.Kadereit
- Dissotidendron bussei (Gilg ex Engl.) Ver.-Lib. & G.Kadereit
- Dissotidendron caloneurum (Gilg ex Engl.) Ver.-Lib. & G.Kadereit
- Dissotidendron cordatum (Gilg) Ver.-Lib. & G.Kadereit
- Dissotidendron dichaetantheroides (Wickens) Ver.-Lib. & G.Kadereit
- Dissotidendron glandulicalyx (Wickens) Ver.-Lib. & G.Kadereit
- Dissotidendron johnstonianum (Baker f.) Ver.-Lib. & G.Kadereit
- Dissotidendron lanatum (A.Fern. & R.Fern.) Ver.-Lib. & G.Kadereit
- Dissotidendron melleri (Hook.f.) Ver.-Lib. & G.Kadereit
- Dissotidendron polyanthum (Gilg) Ver.-Lib. & G.Kadereit